# Jonathan Rechner
Jonathan Rechner (11 de abril de 1972-12 de abril de 2016), más conocido por su nombre en el ring Balls Mahoney, fue un luchador profesional estadounidense. Se hizo conocido por sus apariciones en la Extreme Championship Wrestling (ECW) durante finales de la década de 1990 y principios de la década de 2000, donde fue un tres veces Campeón Mundial en Parejas de ECW, así como por su trabajo en la World Wrestling Entertainment (WWE) en su marca ECW.

## Primeros años
Rechner nació en Spring Lake Heights, Nueva Jersey. Comenzó a luchar a la edad de 15 años.

## Carrera en lucha libre profesional

### World Wrestling Council (1987–1990)
Rechner fue entrenado en la Monster Factory y debutó en 1987, a los 15 años, bajo el nombre de Abbudah Singh, luego cambiando su nombre en el ring por el de Abbuda Dein.
El 25 de febrero de 1989 ganó el Campeonato de Puerto Rico Peso Pesado de la WWC al derrotar a TNT. En mayo de ese mismo año formó equipo con Rip Rogers y ganaron, en dos ocasiones, el Campeonato Mundial en Parejas de la WWC.

### Smoky Mountain Wrestling (1994–1995)
Se hizo un pequeño nombre por sí mismo como el heel Boo Bradley Jr. (en referencia al personaje Boo Radley de Matar un ruiseñor) en 1994 en Smoky Mountain Wrestling (SMW), donde tuvo un largo feudo con su amigo de la infancia (kayfabe), Chris Candido. Se alió originalmente con Candido y fue manejado por Tammy Lynn Sytch, que abusó de él durante meses, pero con el tiempo lo traicionaron, matando a su gato, para convertirlo en un face en el proceso. Durante este tiempo, Bradley ganó el Campeonato de la Televisión de SMW dos veces. Hizo brevemente equipo con Cactus Jack, quien lo convenció de ser su propia persona.

### World Wrestling Federation (1995–1996)
En 1995, apareció brevemente en la World Wrestling Federation como Xanta Klaus. En In Your House 5: Seasons Beatings en diciembre, mientras que Savio Vega y «Santa Claus» estaban en primera fila entregando regalos y jugando con los aficionados, «Million Dollar Man» Ted DiBiase apareció. DiBiase proclamó que todos tenían un precio, incluso Santa Claus. Mientras Vega discutió con DiBiase, «Santa» lo atacó por detrás. DiBiase presentó a este deformado Santa Claus como Xanta, el hermano malvado de Santa Claus del Polo Sur, que roba regalos. Como Xanta, Rechner hizo sólo un par de apariciones más (una en Monday Night Raw la noche siguiente), antes de no ser nunca mencionado otra vez.

### Extreme Championship Wrestling (1997–2001)

#### The Hardcore Chair Swingin' Freaks
The Hardcore Chair Swingin' Freaks  fue una popular pareja en la Ecw(Extreme Championship Wrestling). Sus integrantes: Axl Rotten y Balls Mahoney, de 1997 a 1999. El equipo utilizaba sillas metálicas pintadas, mostrando letras como: ECW, BALLS, THIS IS GONNA HURT, AXL y el nombre del Pay Per View o pago por visión del evento, así como lo fue en ECW Living Dangerously de 1998 y ECW Hardcore Heaven 1999.

#### 1997–1998
En 1997, Rechner firmó con Extreme Championship Wrestling (ECW) y encontró el éxito como Balls Mahoney. Sacando provecho de la lujuria de la multitud de ECW por la violencia y la actitud hardcore, Rechner nunca fue visto sin su silla de acero de firma, por lo general con algún tipo de escrito o signo colocado en ella, que usaba para golpear a cualquier oponente en cualquier momento. Iba al ring con la canción de AC/DC «Big Balls» y la multitud cantaba el coro antes o después de sus luchas. Mientras estaba en la ECW se asoció con Axl Rotten, un luchador similarmente violento, y el dúo se hizo conocido informalmente como «The Hardcore Chair Swingin' Freaks». Tuvieron un feudo con The Dudley Boyz (Buh Buh Ray y D-Von) durante su tiempo juntos.
Mahoney hizo su debut en pago por visión en November to Remember, participando en un Four-Way Dance por el Campeonato Mundial en Parejas de ECW, junto con su compañero Rotten; The F.B.I. (Tracy Smothers y Little Guido) retuvieron los títulos. En Living Dangerously, participaron en un Three-Way Dance junto con los Dudley, siendo derrotados por Spike Dudley y New Jack. Mahoney y Rotten tuvieron otra oportunidad en los títulos en Wrestlepalooza contra Chris Candido y Lance Storm, pero perdieron.
Después de no poder ganar los títulos con Rotten, Mahoney encontró un nuevo compañero de equipo en Masato Tanaka. En November to Remember, los dos derrotaron a The Dudley Boyz para ganar el Campeonato Mundial en Parejas de ECW, el primer reinado de Mahoney como campeón. Seis días más tarde, Mahoney y Tanaka perdieron el título a los Dudley en una revancha.

#### 1999
En Guilty as Charged, Mahoney y Rotten The Hardcore Chair Swingin' Freaks vencieron a los F.B.I. y a Danny Doring y Roadkill en un Three-Way Dance. La primera lucha individual de Mahoney en un pago por visión fue una victoria sobre Steve Corino en Living Dangerously. Poco después, Mahoney formó un equipo con Spike Dudley. En Hardcore Heaven, los dos se enfrentaron a los Dudley en una lucha por el campeonato, pero no lograron ganar el título. Los dos equipos se enfrentaron en una revancha en Heat Wave, y esta vez, Mahoney y Dudley ganaron la lucha y el Campeonato Mundial en Parejas de ECW, marcando el segundo reinado individual de Mahoney. En un show en agosto, el dúo perdió el título de nuevo a los Dudley.
En la edición del 14 de agosto de ECW on TNN, ellos derrotaron a los Dudley en otra revancha para volver a ganar el Campeonato Mundial en Parejas de ECW.
En la edición del 26 de agosto de ECW on TNN, perdieron los títulos a los Dudley de nuevo. En Anarchy Rulz, el Campeón Mundial de la Televisión de ECW Rob Van Dam estaba programado para defender su título contra Johnny Smith, pero antes de la lucha, Mahoney, Rotten, y Dudley atacaron a Smith y lo sacaron de la lucha. Mahoney desafió a Van Dam por el título, pero perdió la lucha.
En November to Remember, Mahoney y Rotten fueron derrotados por Da Baldies (Spanish Angel, Tony DeVito, Vito LoGrasso y P.N. News) en un 4-on-2 Handicap match.

#### 2000–2001
En Living Dangerously, derrotó a Kintaro Kanemura. Se encontró con su excompañero de equipo, Masato Tanaka en la primera lucha de Hardcore Heaven, que Tanaka ganó.
En Heat Wave, perdió una lucha ante el miembro de The F.B.I. Sal E. Graziano. Formó un equipo con Chilly Willy y el dúo tuvo un feudo con Da Baldies. Después de perder ante Da Baldies en Anarchy Rulz, Mahoney y Willy los derrotaron en un Flaming Tables match en November to Remember. En Massacre on 34th Street, Mahoney perdió ante EZ Money.
La última aparición de Mahoney en ECW fue en el último pago por visión de ECW Guilty as Charged, donde la lucha de Mahoney y Chilly Willy con Simon Diamond y Johnny Swinger terminó sin ganador después de que Rhino los atacara a todos.

### Circuito independiente (2001–2006)
Después de que ECW quebró, Rechner pasó un tiempo en un número de federaciones independientes en todo Estados Unidos, más notablemente USA Pro Wrestling (UXW), así como Juggalo Championship Wrestling, donde se unió a The Dead Pool (Violent J, Shaggy 2 Dope y Raven) para convertirse The Dead Pool 2000. Tuvo una breve carrera en Total Nonstop Action Wrestling (TNA), haciendo equipo con The Sandman para enfrentarse contra The Gathering.

### World Wrestling Entertainment (2005–2008)

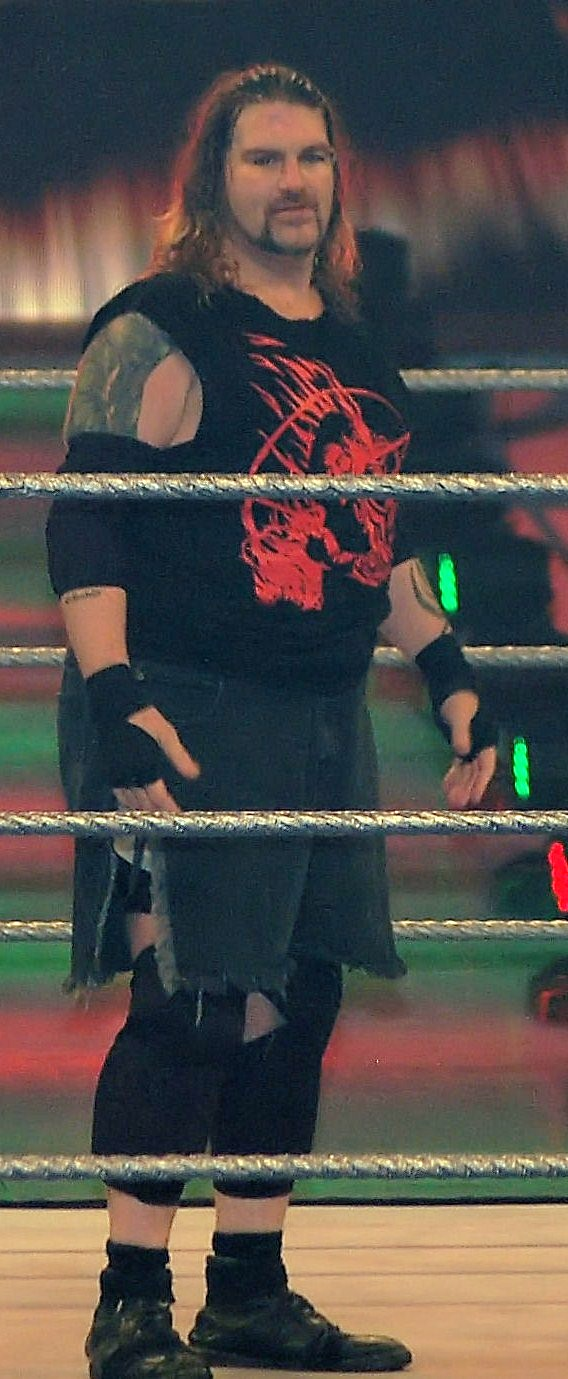
Mahoney en el ring en ECW.

En 2005, Mahoney hizo una aparición en el evento ECW One Night Stand producido por World Wrestling Entertainment tomando parte—junto a Axl Rotten—en una pelea con Kid Kash, Tommy Dreamer, The Sandman, The Dudley Boyz, y el Blue World Order (bWo) antes del evento principal. Después del evento principal, Mahoney y Rotten regresaron al ring para pelear con los luchadores «invasores» de Raw y SmackDown.
En 2006, cuando la WWE relanzó ECW como su propia marca, uno de los primeros anuncios fue la firma de Balls Mahoney. Su fichaje se anunció con el de Axl Rotten, pero cuando Rotten no apareció en algunas fechas de la WWE y fue liberado de su contrato, Mahoney inició una carrera individual. Durante la «promoción cruzada», Mahoney apareció en la edición del 5 de junio de Raw con otros luchadores de ECW y procedieron a atacar al Campeón de la WWE John Cena. Se presentó de nuevo como parte del equipo de ECW en el WWE vs. ECW battle royal en WWE vs. ECW Head to Head el 7 de junio. En One Night Stand, Mahoney derrotó a Masato Tanaka después de un golpe con una silla (abollando la silla) a la cabeza de Tanaka.

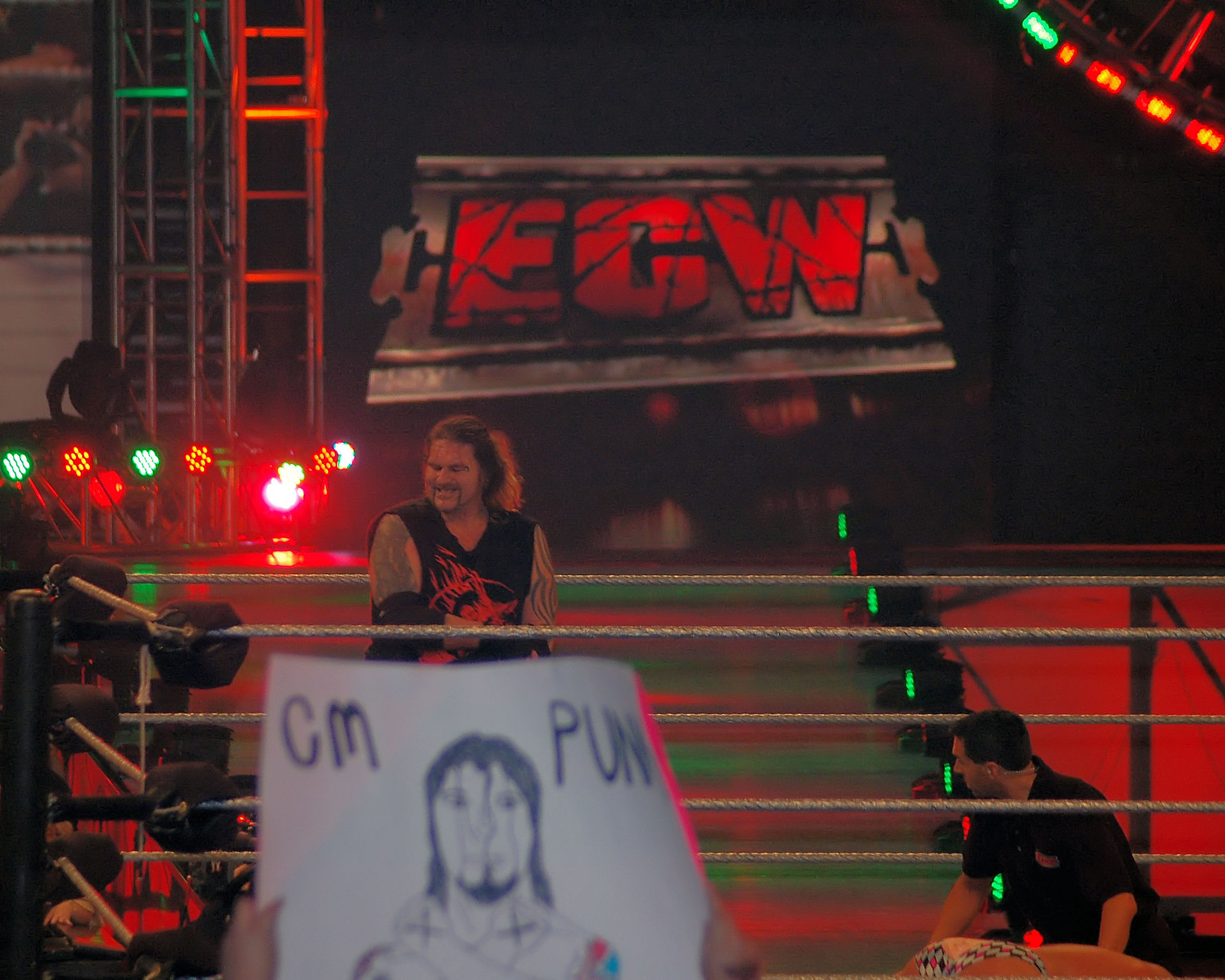
Mahoney en ECW December to Dismember.

Cuando ECW on Sci Fi debutó, Mahoney comenzó con un pequeño papel en la compañía, teniendo luchas esporádicas y no mucho más. Una vez que el programa se puso en marcha comenzó a aparecer en viñetas hablando de lo rudo que era, elevando su papel en el show. En la edición del 5 de septiembre de ECW on Sci Fi Mahoney entró en un feudo con Kevin Thorn después de que Thorn y su valet Ariel le costaron una lucha contra Stevie Richards y la semana siguiente, René Duprée.
A la semana siguiente, trajo a Francine al ring con él, marcando la primera aparición televisiva de Francine en el ECW reavivado, donde procedió a pelear con Ariel. La pareja, sin embargo, fue de corta duración, ya que Francine fue liberada de su contrato en breve después.
En ECW December to Dismember, Mahoney derrotó a Matt Striker en un Striker's Rules match.
En la edición del 2 de enero de 2007 de ECW on Sci Fi, Mahoney legítimamente perdió uno de sus dientes frontales durante una lucha con Kevin Thorn. Poco después, Mahoney comenzó un corto feudo con Snitsky. En la edición de 5 de junio de ECW on Sci Fi, Mahoney, Tommy Dreamer y The Sandman enfrentaron a Bobby Lashley en un 3-on-1 Hardcore Handicap match por el Campeonato Mundial de la ECW, en el que fueron derrotados.
En el episodio del 7 de agosto de 2007 de ECW on Sci Fi, Mahoney fue derrotado por The Miz. Durante y después de la lucha, parecía que Kelly Kelly estaba preocupada por él. Durante las semanas que siguieron, intentó invitarla a salir y coqueteaba con ella detrás del escenario, pero eran interrumpidos por The Miz, Brooke y Layla antes de que Kelly pudiera decir una palabra. En cualquier caso, Kelly aún mostraba interés en él cada semana, deseándole buena suerte antes de sus luchas y animándolo durante ellas. Le preguntó si quería salir con él a lo que ella no pudo responder debido a que The Miz la llevó tras bastidores. Semanas después, sin embargo, Kelly aceptó, iniciando una relación en pantalla.
El 29 de febrero de 2008, Mahoney hizo su regreso a la televisión en SmackDown, en un combate frente a Big Daddy V. La lucha terminó sin resultado después que The Undertaker atacara a Mahoney. Mahoney fue liberado de su contrato con la WWE el 28 de abril de 2008.

### Circuito independiente (2008–2016)

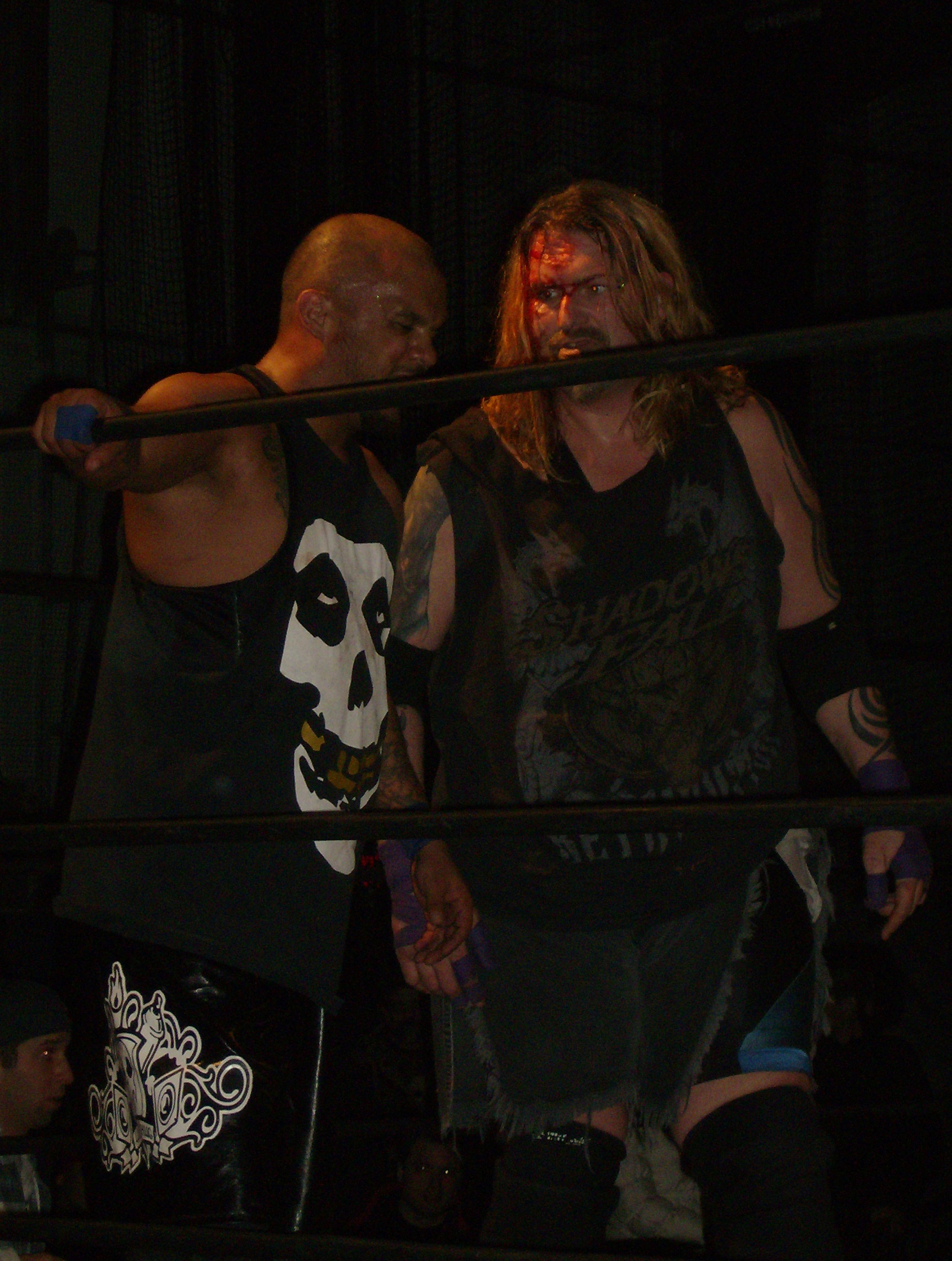
Mahoney y Homicide en FTW Rise Against en marzo de 2011.

El 13 de diciembre de 2008 regresó al World Wrestling Council enfrentándose a Abdullah the Butcher en Bayamón, Puerto Rico en el evento anual de WWC Lockout, en la última lucha de Abdullah the Butcher en WWC. El 16 de abril, él y Brother Runt aparecieron en TNA Impact! para desear suerte a Team 3D en su lucha en Lockdown. Más tarde fueron atacados por Beer Money, Inc.. Mahoney hizo una aparición para Juggalo Championship Wrestling de Insane Clown Posse en la 10th Annual Gathering of the Juggalos el 8 de agosto de 2009, interfiriendo en un Loser Leaves JCW match entre 2 Tuff Tony y Viscera, que también contó con Terry Funk como árbitro especial. Después de que Viscera ganó la lucha, él, Mahoney y Funk atacaron a Tony. Además, a partir de finales de 2009, Mahoney se convirtió en un competidor regular para National Wrestling Superstars. El 30 de abril de 2010 y el 1 de mayo de 2010, Mahoney compitió en Perth, Australia para New Horizons Pro Wrestling en su torneo Global Conflict. Llegó a la final antes de ser derrotado por Colt Cabana. El 8 de mayo de 2010, Mahoney hizo su debut para Ring of Honor, salvando a Grizzly Redwood de Erick Stevens y The Embassy. El 29 de julio de 2010, se confirmó que Mahoney tomaría parte de la reunión de ECW de TNA Hardcore Justice el 8 de agosto. Sin embargo, su nombre fue retirado más tarde de la página oficial del evento. El 8 de agosto se reveló que esto se hizo debido a que la WWE posee los derechos del nombre Balls Mahoney. En el evento, Rechner, utilizando el nombre Kahoneys, hizo equipo con Axl Rotten en un South Philadelphia Street Fight, donde fueron derrotados por Team 3D. Tras la lucha Rechner legítimamente ventiló sus frustraciones con Axl Rotten, afirmando que no haría nunca más equipo con él.
El 11 de septiembre de 2010, Rechner volvió a Ring of Honor en Glory By Honor IX, en el que, compitiendo bajo el nombre de Ballz Mahoney, hizo equipo con Grizzly Redwood siendo derrotados por Erick Stevens y Necro Butcher. El 23 de octubre de 2010, Mahoney y Axl Rotten se reunieron en Jersey All Pro Wrestling, en el que, sin éxito, desafiaron a Monsta Mack y Havok por el Campeonato en Parejas de JAPW, en un Three-way match, que fue ganado por Sami Callihan y Chris Dickinson. El 18 de octubre de 2014, Mahoney aparenció en World Wrestling League, donde fue derrotado por Sabu para coronar al primer Campeón Extremo de WWL en Insurrection. La última lucha de Mahoney antes de su muerte tuvo lugar en el evento A Very Deathproof Christmas el 6 de diciembre de 2015, derrotando a Shaunymo en un Flaming Tables match.

## Vida personal
El hijo de Rechner, Christopher, nació el 15 de noviembre de 2007.
Rechner tenía numerosos tatuajes, entre ellos dos piezas tribales, un dragón y un pentagrama invertido en su brazo, y un tatuaje dedicado al fallecido luchador Chris Candido.
El 21 de agosto de 2010, Rechner fue acusado de conducta desordenada después de blandir un cuchillo durante una pelea actuada con el también luchador «Calypso» Jim Zaccone en South Brunswick, Nueva Jersey. La lucha estaba destinada a reunir publicidad para una próxima lucha en Perth Amboy, Nueva Jersey. Rechner es Satánico

## Muerte
El 12 de abril de 2016, un día después de su cumpleaños número 44, Rechner murió en su casa en Spring Lake Heights, Nueva Jersey. Su muerte se informó a través de Twitter por el hermano de Chris Candido, que fue informado de la muerte por la esposa de Rechner. Otras fuentes confirmaron su muerte. En octubre de 2016, fue revelada la causa del fallecimiento de Mahoney de CTE.

## En lucha
- Movimientos finales
  - Ball Breaker (Sitout spinebuster)[7]
  - Nutcracker Suite (Sitout over the shoulder scoop slam piledriver, a veces desde la segunda cuerda)[7]

- Movimientos de firma
  - Diving frog splash[7]
  - Chair shot[7]
  - Mahoney Combo (Múltiples punches con burlas)[7]
  - New Jersey Jam (Diving leg drop)[7]
  - Superkick[7]

- Mánagers
  - Ted DiBiase
  - Tammy Lynn Sytch[8]
  - Francine
  - James Mitchell

- Apodos
  - "The Hardcore Chair Swingin' Freak"[3]

## Campeonatos y logros
- Assault Championship Wrestling
  - ACW Heavyweight Championship (1 vez)
  - ACW Hardcore Championship (1 vez)
- All Star Wrestling
  - ASW World Heavyweight Championship (1 vez)
- Coastal Championship Wreatling
  - CCW Heavyweight Championship (1 vez)
- Extreme Championship Wrestling
  - ECW World Tag Team Championship (3 veces) – con Spike Dudley (2) y Masato Tanaka (1)[14]
- Fight The World Wrestling
  - FTW World Heavyweight Championship (1 vez)
- International Wrestling Association]
  - IWA Hardcore Championship (1 vez)
- International Wrestling Cartel
  - IWC Championship (1 vez)[60]
- Mid-American Wrestling
  - MAW Heavyweight Championship (1 vez)
- National Wrestling Superstars
  - NWS Six-Man Tag Team Championship (1 vez) – con Ba-Bu y La-Fu
- Nu Championship Wreatling
  - NCW World Championship (1 vez)
- Pro Wrestling Illustrated
  - PWI lo situó en el #99 de los 500 mejores luchadores en el PWI 500 en 2000[61]
  - PWI lo situó en el #443 de los 500 mejores luchadores de los PWI Years en 2003[62]
- Southwest Championship Wrestling
  - SCW Heavyweight Championship (1 vez)
- Smoky Mountain Wrestling
  - SMW Beat the Champ Television Championship (2 veces)[9]
- USA Xtreme Wrestling
  - UXW Heavyweight Championship (7 veces)[7][63][64][65]